# Jónás Károly Frigyes moszkitó kormányzó
Jónás Károly Frigyes (?–1890. július 8.) a moszkitó nép utolsó előtti kormányzója 1889-től 1890-ig.

## Élete
Anyja Matilda hercegnő, anyai nagyapja Róbert Károly Frigyes. Unokatestvére lemondása után került hatalomra 1889. március 8-án, de alig egy évvel később alkoholizmusban halt meg, 1890. július 8-án. Fia örökölte az immár névleges uralkodói címet.

## Fordítás
Ez a szócikk részben vagy egészben  a   Jonathan Charles Frederick című angol Wikipédia-szócikk ezen változatának fordításán alapul.  Az eredeti cikk szerkesztőit annak laptörténete sorolja fel. Ez a jelzés csupán a megfogalmazás eredetét és a szerzői jogokat jelzi, nem szolgál a cikkben szereplő információk forrásmegjelöléseként.